# Mikhail Markovich Borodin
Mikhail Markovich Borodin (tên khai sinh: Mikhail Markovich Gruzenberg; 9 tháng 7 năm 1884 – 29 tháng 5 năm 1951) là một nhà cách mạng Bolshevik và đại diện của Quốc tế Cộng sản (Comintern) ở Trung Quốc. Ông từng đóng vai trò cố vấn cho nhà lãnh đạo Tôn Trung Sơn và Quốc dân Đảng (KMT) vào khoảng những năm 1920.
Sinh thành trong một gia đình Do Thái ở vùng thôn quê của Đế quốc Nga (nay là Belarus), Borodin gia nhập Bund Tổng Lao động Do Thái lúc 16 tuổi, rồi theo Đảng Bolshevik vào năm 1903. Sau khi bị chính quyền Sa hoàng bắt giữ vì tham gia hoạt động cách mạng, Borodin sang Hoa Kỳ, theo học Đại học Valparaiso, lập gia đình, và mở một trường giảng dạy tiếng Anh cho lưu dân Nga Do Thái ở Chicago. Với thắng lợi của Cách mạng Tháng Mười 1917, Borodin trở về Nga, cống hiến tài năng cho chính quyền Xô viết non trẻ. Kể từ năm 1919, ông trở thành cán bộ Quốc tế Cộng sản, đi tới nhiều nước để tuyên truyền sứ mệnh cách mạng của Đảng Bolshevik. Năm 1923, Vladimir Lenin cử Borodin sang Trung Quốc tham vấn cho lãnh tụ Tôn Trung Sơn. Sau cái chết của vị này, Borodin hỗ trợ Quốc dân Đảng vạch ra kế hoạch Bắc phạt và sau trở thành cố vấn cho chính phủ cánh tả của đảng này ở Vũ Hán.
Sau chiến dịch thanh trừng cộng sản nội bộ của Quốc dân Đảng, Borodin buộc phải quay lại Liên Xô vào năm 1927. Ông tiếp tục làm công vụ, đồng sáng lập báo tiếng Anh Moscow News và đảm nhận chức tổng biên tập. Trong Thế chiến II, ông sung chức tổng biên tập Văn phòng Thông tin Xô viết. Giữa bầu không khí bài Do Thái nặng nề ở Liên Xô những năm 1940, Borodin bị bắt giữ và bỏ mạng trong tù vào năm 1951. Sau khi Nikita Khrushchev lên nắm quyền, Borodin được khôi phục danh dự vào năm 1964.

## Thiếu thời
Mikhail Markovich Gruzenberg chào đời ngày 9 tháng 7 năm 1884 trong một gia đình Do Thái ở Yanovichi, Đế quốc Nga, nay là Tỉnh Vitebsk, Belarus. Từ khi còn rất bé, ông đã phải làm nghề chèo thuyền trên sông Tây Dvina để kiếm sống, thường xuyên khứ hồi giữa Vitebsk, Dvinsk, và Riga, nay là thủ đô Latvia. Ông sau chuyển tới Riga, tham dự các buổi học tiếng Nga vào buổi đêm bên cạnh công việc ở bến cảng của thành phố. Ông gia nhập Bund Tổng Lao động Do Thái lúc 16 tuổi, sau quay sang ủng hộ Đảng Bolshevik của Vladimir Lenin vào năm 1903. Ông trở thành người đồng chí thân cận của Lenin, vận dụng kiến thức tiếng Yiddish, tiếng Đức và tiếng Latvia của mình vào hoạt động chính trị Bolshevik ở khu vực tây bắc Đế quốc Nga. Giữa năm 1904, ông được cử sang Thụy Sĩ để gặp Lenin, người đang chịu án đày ở ngoại quốc. Theo sau cuộc thảm sát người biểu tình trong "Chủ nhật đẫm máu" bởi binh lính Sa hoàng ở Sankt-Peterburg vào ngày 9 tháng 1 năm 1905, Borodin trở về Nga, tổ chức hoạt động cách mạng ở Riga, sau được chọn làm đại biểu dự hội nghị Bolshevik tại Tampere và gặp gỡ Iosif Stalin.
Năm 1906, Borodin dự Đại hội IV Đảng Lao động Dân chủ Xã hội Nga ở Stockholm. Ít lâu sau, ông bị bắt bởi lực lượng cảnh sát mật Okhrana tại Sankt-Peterburg và được phép lựa chọn bản án cho mình: hoặc đi phát lưu ở Siberia hoặc đi đày ở Tây Âu. Borodin chọn đi đày ở Tây Âu, và tới tháng 10 cùng năm, ông đã đặt chân tới London, nhưng nhanh chóng bị trục xuất do hoạt động chính trị của mình. Năm 1907, ông sang Hoa Kỳ, đầu tiên tới Boston, rồi đi Chicago. Ông dự các lớp giảng của Đại học Valparaiso, Indiana, dạy tiếng Anh cho trẻ em nhập cư tại Hull House của Jane Addams, rồi tự mình mở trường dạy học cho những người nhập cư Nga – Do Thái, nơi mà về sau phát triển thành một cơ sở kinh doanh phát đạt. Trong thời gian cư trú trên đất Mỹ, Borodin đã liên kết trên danh nghĩa với Đảng Xã hội chủ nghĩa Mỹ, đồng thời tuyên truyền sứ mệnh cách mạng Nga trong cộng đồng nhập cư.
Theo sau thắng lợi của Cách mạng Tháng Mười 1917, Borodin trở về Nga vào tháng 7 năm 1918 và công tác tại Bộ dân ủy Ngoại vụ Nga Xô viết. Vài tháng sau, ông quay lại Hoa Kỳ để lan truyền "Thư gửi công nhân Mỹ" của Lenin, một thông điệp nhằm phản bác các quan điểm tiêu cực về những người cộng sản Nga sau khi Hiệp ước Brest-Litovsk được ký kết. Ông cũng đề xuất mở một chiến dịch tuyên truyền chung với Ủy ban Thông tin Công chúng của George Creel, song dự tính này chưa bao giờ được thực hiện. Vỡ mộng vì chỉ trích của nhân dân Mỹ đối với chính quyền Xô-viết non trẻ, Borodin từ bỏ kế hoạch phối hợp hoạt động với họ và trở về Nga. Ông tiếp tục đi Stockholm, gặp nhà văn Mỹ Carl Sandburg và cùng thảo luận với vị này về cách mạng Bolshevik.
Tháng 3 năm 1919, Borodin dự đại hội lần thứ nhất của Quốc tế Cộng sản ở Moskva. Sau đại hội, ông nhận nhiệm vụ đầu tiên từ Comintern, lên đường sang Mexico với tấm hộ chiếu ngoại giao giả. Borodin đi qua một loạt các quốc gia Châu Âu, gửi tiền của chính phủ Xô-viết vào một tài khoản ngân hàng ở Thụy Sĩ, và cố gắng tích góp để tài trợ cho các đảng cộng sản ở châu Mỹ. Ông đặt chân đến Santo Domingo để mua vé tàu đi New York và cập bến vào tháng 8 năm 1919. Borodin bị Cục Điều tra Hoa Kỳ tạm giữ ngay khi nhập cảnh vì chính quyền sở tại đã biết trước về hành tung của ông. Sau khi được phóng thích, ông về thăm nhà cũ ở Chicago, nơi Đảng Xã hội chủ nghĩa Mỹ đang bị cuốn vào một cuộc tranh luận nội bộ liên quan đến vấn đề cánh tả của đảng này muốn tách thành đảng riêng và gia nhập Quốc tế Cộng sản. Bị theo dõi sát sao bởi cảnh sát Mỹ, Borodin tránh thu hút sự chú ý về phía mình và lén lút vượt biên sang Mexico vào ngày 4 tháng 10 năm 1919.
Tại Mexico, ông gặp gỡ nhà cách mạng người Ấn M. N. Roy, các nhà văn người Mỹ Carleton Beals và Michael Gold, và nhà cộng sản người Mỹ Charles Phillips. Chính nhờ những lời giáo huấn của Borodin về Cách mạng Tháng Mười và chủ nghĩa cộng sản, Roy mới bắt đầu theo con đường này. Với sự giúp đỡ của Roy, Borodin thành lập Đảng Cộng sản Mexico. Trong thời gian tại đây, Borodin gửi báo cáo Roy cho Lenin ở Nga, và người cộng sự mới được mời đến Đại hội II Quốc tế Cộng sản tại Moskva được tổ chức vào tháng 7 tới tháng 8 năm 1920. Rời Mexico vào tháng 12 năm 1919, Borodin, Roy, và Phillips sang Tây Âu với nỗ lực tuyên truyền sứ mệnh cộng sản trước thềm Đại hội II và hy vọng thành lập một chính đảng cộng sản ở Tây Ban Nha. Tới Moskva vài tuần trước thời điểm khai mạc, Borodin giới thiệu Roy cho Lenin, và ông về sau trở thành một trong những thành viên cốt cán của Quốc tế Cộng sản.
Dưới bí danh "George Brown", Borodin tiếp tục sang Anh để xác định lý do tại sao cuộc cách mạng xã hội chủ nghĩa ở đây thất bại và cơ cấu lại tổ chức của Đảng Cộng sản Anh. Sau nhiều tháng hoạt động bí mật, ông bị bắt giam vào ngày 29 tháng 8 năm 1922 tại Glasgow với lý do không tuân thủ quy định về người nhập cư, song trên thực tế thì hành tung chính trị của ông đã bị lộ. Borodin bị trục xuất về Nga, và ngay khi trở lại Moskva, Lenin đã cử ông dẫn đầu phái đoàn Quốc tế Cộng sản sang Trung Quốc. Ông tới Bắc Kinh cuối năm 1923, rồi xuống Quảng Châu, nơi đầu não của chính phủ cách mạng Tôn Trung Sơn, vào ngày 6 tháng 10.

## Trung Quốc

### 1924–1925: Cố vấn cho Tôn Trung Sơn
Ngay khi nhận lời cầu viện Quốc tế Cộng sản của Tôn Trung Sơn, Borodin đã dẫn đầu một phái đoàn Xô viết sang Quảng Châu để tham vấn cho chính phủ cách mạng được lập ra sau Phong trào Hộ pháp. Borodin không biết tiếng Hán; vậy nên tiếng Anh được dùng trong các cuộc thảo luận đôi bên. Đặc biệt hơn, phái đoàn có sự tham gia của Hồ Chí Minh, lãnh tụ cộng sản tương lai của Việt Nam, người mà bấy giờ đang làm phiên dịch viên kiêm cố vấn riêng cho Borodin. Được biết, Borodin nói lưu loát tiếng Anh với chất giọng trung tây Mỹ và không để lại dấu vết giọng Nga lẫn lộn nào trong đó, điều mà góp phần tạo thuận lợi cho công việc giao tiếp của ông với giới lãnh đạo Quốc dân Đảng (KMT), những người mà phần lớn được dưỡng dục theo kiểu Mỹ.
Được Eugene Chen hoan nghênh ở Quảng Châu, Borodin biết về tình hình bấp bênh của chính phủ Tôn Trung Sơn lúc bấy giờ. Đối mặt với tệ tham nhũng và thái độ chống Bolshevik trong một bộ phận KMT, cũng như mối đe dọa bủa vây của các quân phiệt và chính phủ Bắc Dương tại Bắc Kinh, Borodin được giao nhiệm vụ chấn chỉnh Quốc dân Đảng thành một lực lượng cách mạng có thực lực.

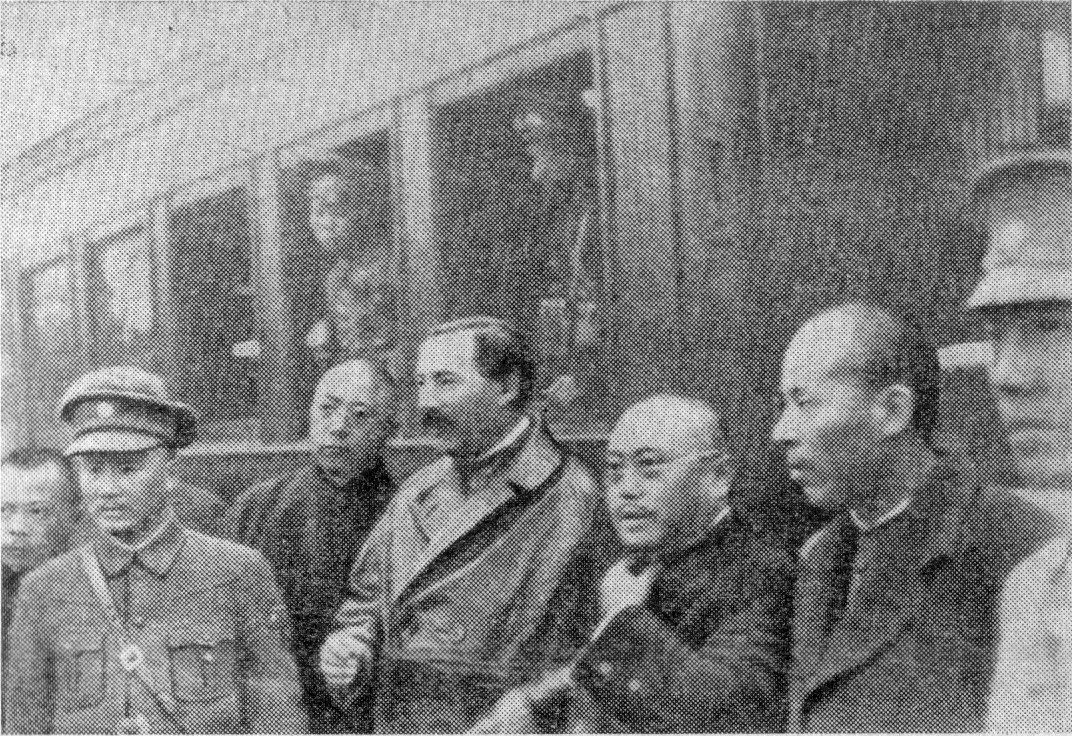
Borodin tại Nam Xương, 1926

Ông thương thảo tạo lập một liên minh giữa KMT và Đảng Cộng sản Trung Quốc (CCP) bấy giờ mới có xấp xỉ 300 đảng viên, theo đó thuyết phục những người cộng sản rằng nước đi này sẽ có lợi cho họ trong thời gian dài vì nó tạo điều kiện cho sự kết đoàn của giai cấp công nhân thành thị và nông thôn. Dưới chỉ đạo của Borodin, cả hai đảng được cơ cấu lại dựa trên quy tắc tập trung dân chủ của Lenin. Bên cạnh đó, các cơ sở đào tạo quần chúng dần được gây dựng, tiểu biểu như Giảng tập sở vận động nông dân ở Quảng Châu, nơi đào tạo lãnh tụ Mao Trạch Đông, và Trường Quân sự Hoàng Phố, nơi đào tạo nhiều sĩ quan Quốc dân Cách mệnh Quân (NRA) dưới trướng Tưởng Giới Thạch. Borodin sắp xếp các chuyến chuyển giao vũ khí từ Liên Xô, đồng thời khôn khéo bảo đảm sự cân bằng giữa bộ phận trung lưu của KMT và các phần tử cực đoan hơn bên trong CCP.
Khi lực lượng quân phiệt Trần Quýnh Minh đe dọa căn cứ địa của Tôn Trung Sơn ở Quảng Châu vào tháng 11 năm 1923, Borodin đề xuất thực hiện khẩn trương dân vận để trấn giữ thành phố. Theo đó, ông chủ trương tái phân phối đất đai của địa chủ cho nông dân, giảm giờ làm xuống 8 tiếng một ngày và đảm bảo mức lương tối thiểu cho công nhân thành thị. Tuy nhiên, Tôn Trung Sơn khước từ cải cách ruộng đất dưới sức ép của các đồng minh, song chấp nhận đề nghị của Borodin trên nguyên tắc và hứa giảm 25% địa tô. Dù vậy, lực lượng quân sự của Tôn Trung Sơn đánh đuổi thành công quân bao vây và lời hứa giảm địa tô theo đó bị bỏ xó.
Năm 1924, giới lãnh đạo KMT bắt đầu nảy sinh nghi ngại đối với ảnh hưởng của phe cộng sản. Khi Borodin bị tra hỏi về vấn đề này, ông khẳng định luồng tiếp viện từ Liên Xô sẽ tiếp tục chỉ khi họ hiệp thương với những người cộng sản. Trong khi đó, giới lãnh đạo CCP bao gồm Mao Trạch Đông lại muốn cắt đứt liên minh này. Borodin nhất quyết giải thích rằng sự hợp tác giữa hai đảng là hết sức cần thiết. Truyện kể, có lần một nhóm đảng viên KMT ủng hộ Mỹ khuyên nhủ Tôn Trung Sơn về mối hiểm họa tiềm tàng của Liên Xô, theo đó họ hỏi với dụng ý bài Do Thái rằng liệu ông có biết tên thật của Borodin hay không, Tôn Trung Sơn chỉ đơn giản đáp: "Lafayette". Cuối năm 1924, Borodin gặp mặt "Tướng Cơ Đốc" Phùng Ngọc Tường và cố thuyết phục ông này gia nhập hàng ngũ Quốc dân Đảng. Phùng và Borodin khá hợp nhau; tuy không chịu theo KMT, ông ta vẫn cho phép các tuyên truyền viên KMT trà trộn vào quân đội của mình.

### 1925–1927: Tôn Trung Sơn qua đời và Bắc phạt
Sau cái chết của Tôn Trung Sơn vào năm 1925, sự lớn mạnh của phong trào công nông cực đoan nhận được sự ủng hộ lớn lao của CCP, nhưng vấp phải phản kháng từ phía KMT. Cánh tả KMT có uy thế hơn bao giờ hết sau vụ đình công Quảng Đông – Hương Cảng, sự kiện mà vốn nổ ra trong cơn sốt phản đế sau khi lực lượng cảnh sát tại tô giới công cộng Thượng Hải nã súng vào người biểu tình Trung Quốc ngày 30 tháng 5 năm 1925. Borodin bình rằng: "[vụ đình công Quảng Đông – Hương Cảng] không phải một cuộc đình công kinh tế. Nó bản chất là một phong trào phản đế và là biểu hiện hiếu chiến nhất của phong trào đó. Việc nó nhắm vào Anh quốc không phải là vấn đề chính sách cụ thể. Nếu điều này xảy ra ở Formosa hoặc Philippines thì kẻ bị nhắm sẽ là Nhật hoặc Mỹ. Nó đơn thuần là một cuộc đình công chính trị".
Trước uy thế dâng cao của cánh tả, vào tháng 11 năm 1925, một số đảng viên KMT chống cộng đã triệu tập cuộc họp "Tây Sơn Hội Nghị Phái" gần Bắc Kinh, ra tuyên bố thúc ép Borodin thoát ly khỏi KMT và chủ trương loại bỏ tất cả các thành phần cộng sản bên trong Đảng. Quyết định này tuy vậy không cho ra kết quả; Tưởng Giới Thạch thậm chí viết một bức thư mở để bảo vệ Borodin, những người cộng sản, và mối quan hệ của KMT với Liên Xô.

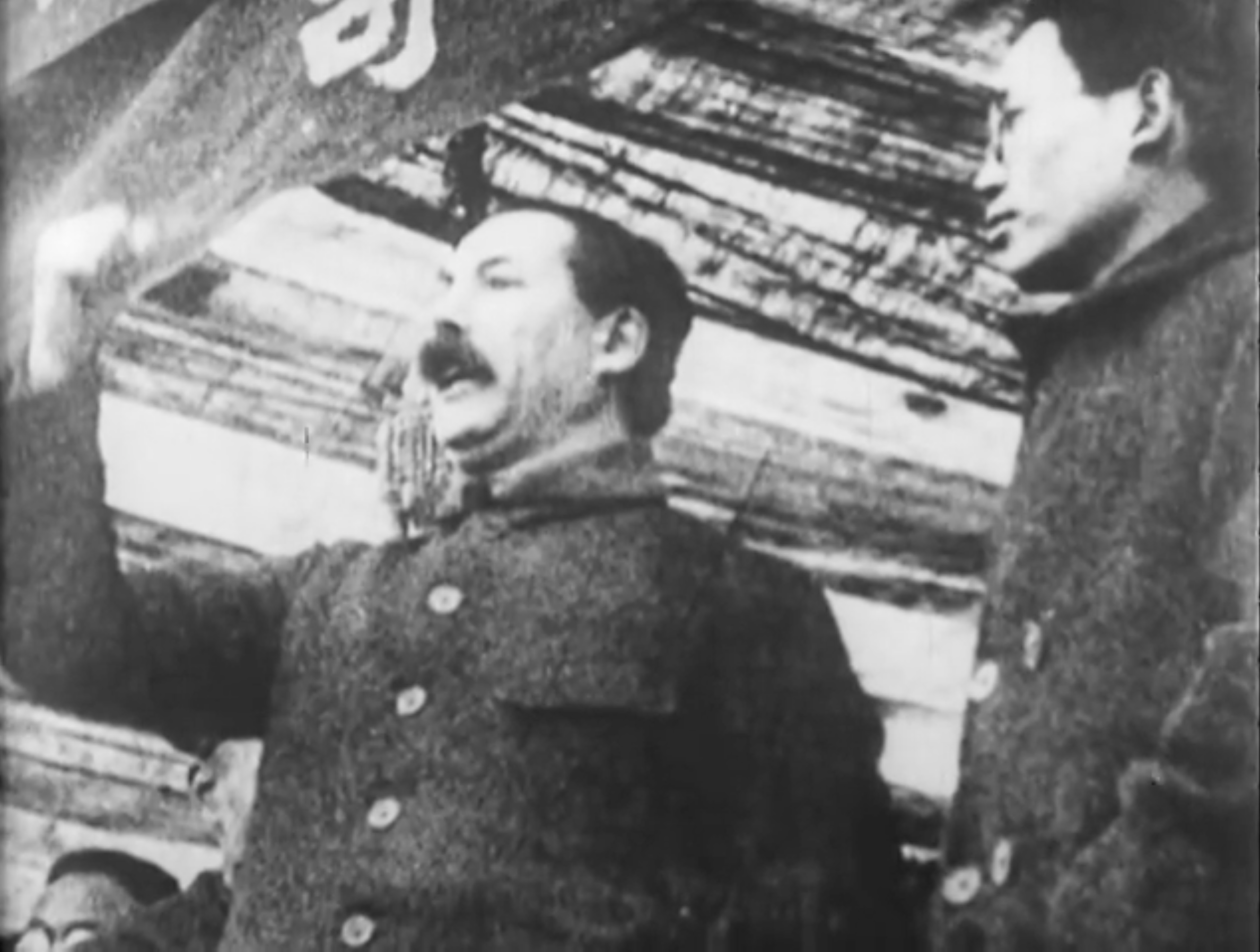
Borodin diễn thuyết tại Vũ Hán, 1927

Mặc dù vậy, vào năm sau, Borodin đã dần dần có ma sát với Tưởng, người mà đang muốn kế tục cương vị lãnh tụ của Tôn Trung Sơn. Borodin ban đầu phản đối cuộc Bắc phạt đã lên kế hoạch của Tưởng nhằm thống nhất Trung Hoa và ngày càng quan ngại về vị thế của Tưởng trong NRA. Trong lúc Borodin lên bắc đầu năm 1926 để thuyết phục một lần nữa Phùng Ngọc Tường và Quốc dân Quân gia nhập Quốc dân Đảng, Tưởng bắt đầu củng cố vị thế của mình ở Quảng Châu. Nỗi sợ của Borodin trở thành hiện thực khi vào tháng 3 năm 1926, Tưởng phát động cuộc thanh trừng mang tên "Chính biến Quảng Đông" nhắm vào các thành phần tả khuynh kiên định chống đối chính sách bắc tiến.
Sau cuộc thanh trừng, Borodin trở về từ phương bắc để thương lượng với Tưởng. Ông thỏa hiệp thành công để bảo tồn liên minh Quốc Cộng lần thứ nhất. Theo khuyến nghị của Iosif Stalin, Borodin đồng ý tiếp tục chi viện nguồn lực của Liên Xô cho KMT và ủng hộ cuộc Bắc phạt, chiến dịch mà sẽ bắt đầu vào tháng 7 năm 1926. Tại cuộc họp của Quốc tế Cộng sản vào tháng 11 năm 1926, Stalin biện giải tại sao ông ta tiếp tục ủng hộ KMT, phát biểu rằng "sự thoát ly của những người cộng sản Trung Quốc khỏi Quốc dân Đảng sẽ là một lỗi lầm nghiêm trọng", lý luận rằng CCP cần kiên trì xây dựng tiềm lực bên trong chính phủ mới, bắc cầu nối giữa nhà nước và giai cấp nông dân. Borodin đồng tình với quan điểm đó, lưu ý rằng mục đích của cuộc Bắc phạt "không nhằm tạo lập một nhà nước vô sản, mà nhằm tạo lập các điều kiện có sức đưa đẩy phong trào quần chúng". Trong nhãn quan của Borodin, mục đích của sứ mệnh là kiến thiết một cuộc cách mạng tự do tư sản được dẫn dắt bởi liên minh công, nông, tiểu tư sản và đại tư sản, đặt nền móng cho cuộc cách mạng vô sản trong tương lai. Với tình hình căng thẳng giữa cánh tả và hữu sắp sửa leo thang thành xung đột vũ trang ở Quảng Châu, Borodin giờ đây nhận thấy rằng cần phải mở rộng cơ sở của phong trào phản đế và cung cấp đủ không gian cho cả hai bên tồn tại. Vì lý do ấy, ông chấp nhận chính sách Bắc phạt.
Borodin và nhóm cố vấn quân sự Xô viết dẫn dắt bởi Vasily Blyukher (bí danh "Galen") chịu trách nhiệm hoạch định chiến dịch bắc tiến. Tuy được suy tôn làm tổng tư lệnh Quốc dân Cách mệnh Quân, Tưởng Giới Thạch không tham gia hội ý hoạch định chiến dịch. Với kiến thức lịch sử về Khởi nghĩa Thái Bình Thiên Quốc giữa thế kỷ thứ 19, Borodin quyết định tổ chức một cuộc viễn chinh thọc sâu vào nội địa, hướng tới Hán Khẩu, một trung tâm công thương nghiệp có nguồn giai cấp lao động dồi dào, đồng thời tránh gây hấn với các công ty của Anh và Nhật ở Thượng Hải. Borodin đồng hành cùng chính phủ KMT trong cuộc viễn chinh từ Quảng Châu tới Hàn Khẩu (sau được hợp với hai thị trấn khác để tạo thành Vũ Hán). Từ chối di dời bản doanh của mình từ Nam Xương tới Vũ Hán, Tưởng dần trở nên xung khắc với chính phủ KMT bị chi phối bởi cánh tả từ tháng 12 năm 1926. Điều này khiến Borodin công khai cắt viện trợ cho Tưởng vào tháng sau.
Trong thời gian ở Vũ Hán, Borodin chủ trương chiến lược định hướng mũi giáo phản đế về duy nhất phía Anh, thay vì Hoa Kỳ và Pháp. Một loạt các cuộc biểu tình chống Anh dưới sự chỉ dẫn của Borodin từ tháng 12 năm 1926 – tháng 1 năm 1927 đã dẫn đến việc Quốc dân Cách mệnh Quân chiếm đóng các tô giới ở Hán Khẩu và Cửu Giang. Tình hình đó đã ép Anh phải trả lại những vùng đất này cho Trung Quốc theo thỏa thuận được đề ra bởi Eugene Chen.
Ngày 28 tháng 2 năm 1927, vợ Borodin bị lính đánh thuê Nga Bạch vệ của Trương Tông Xương bắt được khi đi trên con thuyền Pamyat Lenina di chuyển giữa Thượng Hải và Vũ Hán, rồi bị giam giữ tại Tế Nam, Sơn Đông. Tình hình đối với Borodin căng thẳng hơn bao giờ hết vào tháng 4 năm 1927, khi Tưởng phát động một cuộc thành trừng mới chống lại phái tả KMT và cộng sản, còn có tên là "Thảm sát Thượng Hải". Borodin và những người cộng sản ủng hộ cánh tả của chính phủ KMT tại Vũ Hán dưới sự dẫn dắt của Uông Tinh Vệ và Eugene Chen, chống lại chính phủ Nam Kinh kình địch của Tưởng. Tuy vậy, các cuộc tấn công của KMT nhắm vào các thủ lĩnh cộng sản - nông dân vẫn tiếp tục và ngay cả lực lượng quân phiệt Vũ Hán của Đường Sinh Trí cũng bắt đầu sách nhiễu các nhóm cộng sản địa phương, đồng thời ngăn chặn họ sử dụng các kho võ bị tại Vũ Hán.

#### Hé lộ trong Sự vụ Arcos
Các hoạt động của Borodin bị Anh quốc phanh phui trong Sự vụ Arcos vào tháng 5 năm 1927. Thủ tướng Anh Stanley Baldwin phát biểu trước nghị viện rằng chính phủ của ông đã giải mật một bức điện ngày 12 tháng 11 năm 1926 gửi từ Bộ Dân ủy Ngoại giao Xô viết tới công sứ của nước này ở Bắc Kinh. Trong đó viết:
"Tôi giao quyết định của bộ đính kèm ở đây để anh theo đó thực hiện.
1. Cho tới khi một đại diện Xô viết chính thức được bổ nhiệm ở Bắc Kinh, Đồng chí Borodin sẽ tiếp tục nhận các chỉ thị từ Moskva.
2. Văn phòng Viễn Đông sẽ được thông báo rằng tất cả các biện pháp và quyết định của họ trong các vấn đề liên quan đến chính sách công của Quốc dân Đảng ở Trung Quốc và của công tác quân chính phải được Đồng chí Borodin tán thành. Nếu nảy sinh bất đồng với những vấn đề này thì trước tiên phải báo về Moskva để thẩm định. Borodin và Văn phòng Viễn Đông phải đảm bảo các đại diện của Moskva ở Bắc Kinh được thông báo về tất cả các quyết định và động thái liên quan đến những vấn đề này.
3. Việc bổ nhiệm Đồng chí Borodin làm đại diện Xô viết ở Quảng Đông được cho là không thích hợp. Borodin sẽ tiếp tục công tác ở các khu vực nằm dưới quyền quản lý của Quảng Đông, và một đại biểu chính thức tới Chính phủ Quảng Đông sẽ được bổ nhiệm."

Theo Baldwin, những thông tin này mâu thuẫn với phát biểu của phái đoàn Xô viết tại London vào tháng 2 năm 1927, theo đó họ đã khai man Borodin "là một tư nhân phục vụ chính phủ Trung Quốc" và rằng "chính phủ Xô viết không chịu trách nhiệm cho các hành động của anh ta". Baldwin tuyến bố: "Sự chối bỏ bất cứ trách nhiệm nào về hành động của Borodin... vì vậy không chính xác và được dàn dựng nhằm đánh lừa Chính phủ Bệ hạ và công chúng Anh còn Borodin thực chất lại đang thực hiện các hoạt động chống phá ngoại bang và Anh quốc trong vai trò là điệp vụ của Chính phủ Xô viết và theo mệnh lệnh của họ". Sự nhúng tay của Borodin vào các cuộc biểu tình chống phá Anh quốc và vai trò của ông trong sự chiếm đóng các tô giới của nước này đã khiến danh tiếng ông nổi như cồn ở London; liên hệ của ông với chính phủ Xô viết được công bố nhằm hợp thức hóa cuộc bố ráp Hiệp hội Hợp tác Toàn Nga của cảnh sát, và được coi là cớ để Anh quốc cắt đứt quan hệ ngoại giao với Liên Xô vào tháng 5 cùng năm.

### 1927: Rời Trung Quốc
Ngày 1 tháng 6 năm 1927, Stalin gửi điện mật tới Borodin và M. N. Roy, bấy giờ đang ở Vũ Hán, hạ lệnh cho huy động khẩn trương một đội quân công nông. Trong cuộc đàm luận sau đó giữa Bộ Chính trị CCP và Borodin, cả hai bên đều đánh giá quyết định này quá xa vời thực tiễn và là một "câu chuyện cổ tích hải ngoại". Borodin, vốn hiểu rõ cơ chế hoạt động của chính quyền Stalin, nghi ngờ các chỉ dẫn này là mánh khóe của ông ta nhằm đổ lỗi cho họ trong tương lai, trong khi Roy thì cho rằng đây thực sự là hồi chuông hối thúc cuộc cách mạng Trung Quốc. Chưa tham vấn ai, Roy đã bộc chộp đưa bức điện cho Uông Tinh Vệ xem.
Thay vì trấn an Uông, nội dung của bức điện đã đẩy ông sang cánh hữu, theo đó quyết định tiến hành thanh trừng cộng sản khỏi các vị trí trong chính quyền và hòa giải với Tưởng. Với tình hình này, Borodin và các phái viên được lệnh sơ tán khỏi Trung Quốc vào tháng 7 năm 1927. Tuy vậy ông nán lại, chờ đợi người vợ nay đã được thả và đang nương náu tại nhà gia đình của Tống Tử Văn. Chính quyền Nhật, vốn coi Sơn Đông thuộc cầu ảnh hưởng của mình, đã hối lộ thẩm phán để phóng thích Fanya vào ngày 12 tháng 7. Được đưa tiễn trang trọng bởi chính quyền Vũ Hán, Borodin rời thành phố trên chuyến tàu riêng vào ngày 27 tháng 7. Vợ góa của Tôn Trung Sơn, bà Tống Khánh Linh, và con trai của Eugene Chen, Percy Trần, cùng nhiều nhân vật cách mạng Nga và Trung Quốc khác, đồng hành cùng Borodin trên chuyến tàu. "Cách mạng trải dài tới sông Dương Tử", Borodin trả lời một phóng viên khi chuyến tàu chuẩn bị lăn bánh, "nếu một thợ lặn được sai chìm xuống đáy của dòng sông vàng này, anh ta sẽ nổi lên với một tá hy vọng bị tan vỡ trong tay". Ông nói tiếp, "Lần sau nếu có tướng tá Trung Quốc nào tới Moskva và hét lớn 'Chúc tụng cuộc cách mạng thế giới', thì phải báo ngay cho GPU. Tất cả điều họ muốn chỉ là mấy khẩu súng trường mà thôi". Trong khi Fanya tự tìm đường thoát khỏi Trung Quốc, Borodin với cái đầu bị treo thưởng trước tiên tấp ga Trịnh Châu để gặp Phùng Ngọc Tường, rồi theo lối Cam Túc vượt Mông Cổ về Nga. Tuy đường xa trắc trở, Borodin và Fanya cùng trở về Moskva vào tháng 10 năm 1927.

## Cuộc đời về sau
Borodin và Roy, đúng như dự đoán, bị khiển trách vì thất bại ở Trung Quốc thay vì Stalin. Ngay khi tới Moskva, Roy bị từ chối gặp mặt với Stalin, về sau đào thoát khỏi Liên Xô với sự giúp đỡ của Borodin. Mặt khác, Borodin được bảo vệ và tiếp tục công tác tại nhiều vị trí như phó giám đốc tơ-rớt sản xuất giấy và củi, thanh tra nhà máy, và chuyên viên xử lý các vấn đề về người nhập cư Hoa Kỳ tại Bộ Dân ủy Lao động. Năm 1931, ông nối lại liên lạc với Anna Louise Strong, người từng đồng hành cùng ông trên chuyến hành trình thoát khỏi Trung Quốc. Strong trước đó đã tỏ ý muốn thành lập một tờ báo Xô viết bằng tiếng Anh. Với sự hỗ trợ của Borodin, bà lập ra tờ Moscow News vào năm 1930. Năm 1932, Borodin nhận chức tổng biên tập tờ báo. Từ năm 1941, ông sung chức tổng biên tập Văn phòng Thông tin Xô viết.
Đầu năm 1949, do các nỗ lực của Strong trong việc xuất bản một bản thảo đề cập đến sự thành công của chủ nghĩa Mao tại Trung Quốc, và giữa cơn sốt bài Do Thái bao phủ Liên Xô lúc bấy giờ sau khi Israel quay lưng với đất nước này, Borodin và Strong bị bắt giữ và tờ báo bị đình bản. Borodin qua đời 2 năm sau vào ngày 29 tháng 5 năm 1951 trong một trại giam gần Yakutsk. Năm 1964, ông được khôi phục danh dự.

## Gia đình
Borodin kết hôn với bà Fanya Orluk, người nguyên quán ở Vilnius, tại Chicago vào năm 1908. Ông có với bà hai người con trai, Fred Borodin (tiếng Nga: Фёдор Михайлович Бородин) và Norman Borodin, đều sinh ra trên đất Mỹ. Fred, thăng tiến tới hàm trung tướng của Hồng quân và hy sinh trong Thế chiến II, còn Norman trở thành nhà báo Xô viết.

## Ảnh hưởng
Borodin là một trong các nhân vật chính trong tiểu thuyết Les Conquérants của André Malraux (1928). Ông cũng là hình tượng xuất hiện trong bài thơ Another Early Morning Exercise của Kenneth Rexroth.